# Конопкі-Покшивниця
Конопкі-Покшивниця (пол. Konopki-Pokrzywnica) — село в Польщі, у гміні Завади Білостоцького повіту Підляського воєводства.
Населення — 218 осіб (2011).
У 1975-1998 роках село належало до Ломжинського воєводства.

## Демографія
Демографічна структура станом на 31 березня 2011 року:
|          | Загалом | Допрацездатний вік | Працездатний вік | Постпрацездатний вік |
| -------- | ------- | ------------------ | ---------------- | -------------------- |
| Чоловіки | 121     | 30                 | 76               | 15                   |
| Жінки    | 97      | 24                 | 51               | 22                   |
| Разом    | 218     | 54                 | 127              | 37                   |